# Anomis ignobilis
Anomis ignobilis är en fjärilsart som beskrevs av Walker 1869. Anomis ignobilis ingår i släktet Anomis och familjen nattflyn. Inga underarter finns listade i Catalogue of Life.